# Linda Weiss
Linda Weiss es una profesora australiana de ciencia política en la Universidad de Sídney (USYD), especializada en políticas de desarrollo económico internacional y comparada. Es Doctora en Política Económica por parte de London School of Economics.Professor Linda Weiss. The University of Sydney.

## Principales ideas
Weiss es mundialmente conocida por cuestionar los efectos asociados a la globalización al señalar el rol de mediación y las capacidades de las instituciones domésticas de las naciones-estado. A su vez Weiss argumenta que el efecto de los elementos no estatales sobre los gobiernos puede desarrollarlos o también limitarlos.
Además los argumentos de Weiss señalan que más allá de que el mundo tenga una dinámica de neoliberalización, la académica australiana señala que se observa una “independencia gobernada”. Esta teoría se establece en su obra The Myth of the Power State (1998) (El mito del Estado débil) y también plasmado con pruebas empíricas en su obra de 2003 States in the global Economy (Estados en la Economía Global).
Algunas influencias de la académica son Michael Mann, Joseph Stiglitz y Amartya Sen, entre otros.
En 2004 Linda Weiss junto con los autores Thurbon y Mathews desarrollaron el libro How to kill a Country (Como matar a un País), el cual se convirtió en el primer análisis crítico y sustentado sobre el Tratado de Libre Comercio entre Australia y los Estados Unidos de América, el cual había sido firmado y ratificado el mismo año.
Los autores argumentaban que el acuerdo comercial no era un tratado justo con Australia y en trabajos subsecuentes se argumentó que el Gobierno Australiano manipuló su especial relación con los Estados Unidos forzando un Tratado de Libre comercio para poder beneficiar a algunos partidos políticos en las elecciones de 2004 en Australia.
Desde su publicación Creating Capitalism en 1988 Linda Weiss ha escrito un gran número de artículos de investigación en diversas revistas sobre el Estado Desarrollador, un concepto que evoca a la importancia del papel del Estado en la economía de una nación.

## Publicaciones
- How to Kill a Country - Australia's devastating trade deal with the United States 2004 ISBN 1-74114-585-6
- States in the Global Economy: Bringing Domestic Institutions Back In 2003 ISBN 0-521-52538-1
- The Myth of the Powerless State 1998 ISBN 0-8014-8543-6
- States and Economic Development: A Comparative Historical Analysis 1995 ISBN 0-7456-1457-4
- Creating Capitalism 1988 ISBN 0-631-15733-6